# 袖のキルト
「袖のキルト」（そでのキルト）は、日本の音楽ユニットずっと真夜中でいいのに。の楽曲。2022年2月10日にEMI Recordsより、各種音楽配信サービスにてリリースされた。

## 概要
前作『猫リセット』以来約2か月ぶりのリリースとなった。
Amazonオリジナルの映画「HOMESTAY」の主題歌である。